# Marco Ernst
Marco Ernst es un deportista de la RDA que compitió en luge en la modalidad doble. Ganó una medalla de plata en el Campeonato Europeo de Luge de 1988, en la prueba por equipo.

## Palmarés internacional
| Campeonato Europeo | Campeonato Europeo | Campeonato Europeo | Campeonato Europeo |
| Año                | Lugar              | Medalla            | Prueba             |
| ------------------ | ------------------ | ------------------ | ------------------ |
| 1988               | Königssee (RFA)    | Medalla de plata   | Equipo             |